# Голи живот (ТВ серија)
Голи живот је телевизијска серија чији су аутори Данило Киш и Александар Мандић. Снимљена је у марту 1989. године у Израелу. Први и једини пут, седам месеци пре смрти, Данило Киш се појављује пред камерама у улози телевизијског приповедача који представља судбине две Јеврејке, Жени Лебл и Ева Нахир Панић. Кроз њихове животе прелама се на узбудљив начин историја наших простора од 30-тих до 60-тих година нашег века; сиромаштво, комунизам, рат, Служба државне безбедности (УДБА), исељење. Серија Голи живот је приказана у фебруару 1990 године, шест месеци после Кишове смрти као последњи телевизијски програм који су заједно могли да гледају сви грађани ондашње Југославије.

## О серији
ТВ серија „Голи живот“ премијерно емитованa на РТВ Сарајево 12-15. фебруара 1990. године, има четири епизоде:
- 1 епизода

Прва епизода говори о предратним и ратним годинама па до резолуције Информбироа. Jунакиње серије, Јеврејке Жени Лебл и Еве Нахир Панић, једна као студенткиња, а затим новинарка, а друга као сапутница револуционара сведоче о тешким годинама пре и за време другог светског рата.
- 2 епизода

Друга епизода говори о хапшењу Жени Лебл и Еве Нахир-Панић, удбашким методама истраге и “пресуди”: слање на Голи Оток.
- 3 епизода

У трећој епизоди Жени Лебл и Ева Нахир Панић описују живот на Голом Отоку у јединственом сведочењу о женском логору, износе се запањујући подаци и брутални детаљи о животу напаћених и углавном невиних жена на том страшном месту.
- 4 епизода

Четврти наставак описује живот Жени Лебл и Еве Нахир-Панић од изласка на “слободу” и тешком бремену информбироваца од кога су се ослободиле тек одласком у Израел.

## Аутори
- сценаристи: Данило Киш и Александар Мандић
- извршни продуцент: Бранко Балетић
- продуценти: Милена Стојићевић и Гојко Кастратовић
- директор фотографије: Доне Зипевски
- музика: Ксенија Зечевић
- монтажер: Зоран Поповић
- редитељ: Александар Мандић
- продукција: Авала филм - 1990.
- ауторска права: "Yes-Pro media company"

## Улоге
| Учесници        | Улога         |
| --------------- | ------------- |
| Жени Лебл       | Говори о себи |
| Ева Нахир Панић | Говори о себи |
| Данило Киш      | Водитељ       |